# 放課後帰宅びより
『放課後帰宅びより』（ほうかごきたくびより）は、松田舞による日本の漫画作品。『漫画アクション』（双葉社）にて、2023年16号（8月1日発売）より連載中。

## 登場人物
佐藤 瞬（さとう しゅん）
主人公。部活への勧誘にうんざりしている。中学時代はサッカーをしていたが、ケガでプレーを断念した。
佐藤 直希（さとう なおき）
「ハイパー帰宅部」創設者。瞬の悩みを知り、勧誘する。「帰りたい」が口癖で、あだ名は「直帰ちゃん」。

## 書誌情報
- 松田舞 『放課後帰宅びより』 双葉社〈アクションコミックス〉、既刊4巻（2025年3月27日現在）
  1. 2024年1月26日発売[3]、ISBN 978-4-575-85928-7
  2. 2024年6月27日発売[4]、ISBN 978-4-575-85981-2
  3. 2024年10月24日発売[5]、ISBN 978-4-575-86019-1
  4. 2025年3月27日発売[6]、ISBN 978-4-575-86072-6